# Buenavista, Tanquián de Escobedo
Buenavista är en ort i Mexiko.   Den ligger i kommunen Tanquián de Escobedo och delstaten San Luis Potosí, i den sydöstra delen av landet, 250 km norr om huvudstaden Mexico City. Buenavista ligger 52 meter över havet och antalet invånare är 401.
Terrängen runt Buenavista är platt, och sluttar österut. Runt Buenavista är det ganska glesbefolkat, med 34 invånare per kvadratkilometer. Närmaste större samhälle är Tanquián de Escobedo, 5,6 km söder om Buenavista. Trakten runt Buenavista består till största delen av jordbruksmark.